# Богра (титул)
Богра/Бугра (переводится как «верблюд»), полное именование Богра хан/Бугра хан, варианты написания: Бограхан/Буграхан — титул правителей династии Караханидов из племени ягма.
Присоединялось к имени правителя, составляя тронное имя. Также могло расширяться согласно арабоязычной традиции именования, приводя к другим вариантам имени. Тронное имя, например, имел правитель Караханидского каганата (970—992) Харун Бугра-хан.
Первым носителем титула стал правитель Кашгара из рода Караханов (точнее — из восточной ветви Караханидов, правившей в Кашгаре от племени ягма и имевшие тотем Богра) Сатук Богра-хан, который в 942 году захватил столицу Карлукского каганата Баласагун и основал Караханидское государство. Здесь и в этом же году Сатук объявил своё имя, принятое им при обращении в ислам — Абдулькарим, и принял титул кагана всех тюрков, назвавшись, как и его прадед, Кара-хакан (или Кара-хан). Его имя известно также как Сатук Бугра-хан, он же Сатук Буура-хан, он же Сатук-Богра-хан Абд ал-Керим (ср.: Богра-хан Харун ибн Муса; Муса Байташ Бугра-хан и др.) с русскоязычными вариантами написания мусульманского имени Абд аль-Керим Сатук Карахан, Абдулкарим Сатук Карахан, Сатук Абдукерим Бограхан.